# 65803 Didymos
65803 Didymos è un asteroide near-Earth di classe Apollo. Scoperto nel 1996, presenta un'orbita caratterizzata da un semiasse maggiore pari a 1,6445767 au e da un'eccentricità di 0,3836384, inclinata di 3,40783° rispetto all'eclittica.
Nel 2003 è stato individuato un satellite a cui è stata assegnata dapprima la designazione provvisoria S/2003 (65803) 1 e successivamente, nel 2020, la designazione definitiva 65803 I Dimorphos.
Le due componenti del sistema, distanti tra loro 1,18 km, hanno dimensioni di circa 750 e 170 m. Il satellite orbitava attorno al corpo principale in 11 ore e 54 minuti. Dopo la missione DART, avvenuta con successo, il periodo del satellite è diminuito a 11 ore e 23 minuti.

## Origine dei nomi
Il nome del corpo principale deriva dal greco antico δίδυμος?, dìdymos, con il significato di gemello e gli fu attribuito dopo la scoperta della luna.
Anche il nome del satellite Dimorphos deriva dal greco δι- (di-, doppio) e μορφή (morphḗ, forma), ossia dalla doppia forma con riferimento al fatto che è stato il primo oggetto celeste a subire modifiche strutturali, a seguito dell'impatto della sonda DART.

## Missioni spaziali programmate
Non avendo ottenuto il budget necessario per la missione spaziale congiunta AIDA, a cura dell'ESA e della NASA, sono state pianificate due missioni indipendenti con il lancio di due sonde in due periodi diversi.
La prima è DART, un impattatore preparato dalla NASA che è stato lanciato da SpaceX il 24 novembre 2021 e ha impattato Dimorphos il 26 settembre 2022, quando si trovava a soli 17 milioni di chilometri di distanza dalla Terra, per facilitare le osservazioni radio. L'orbita attorno al corpo principale ha subito una deviazione di meno dell'1%, ma comunque misurabile dagli strumenti di terra.
Era prevista un'alterazione dell'1% sulla distanza orbitale del satellite comunque percepibile dagli strumenti di osservazione terrestri. Lo schianto della sonda è avvenuto con successo il 26 settembre 2022; gli scienziati si aspettavano un cambiamento di una decina di minuti del periodo orbitale di Dimorphos, tuttavia la variazione è stata più significativa, con una diminuzione del periodo orbitale di ben 32 minuti.
La seconda è Hera a cura dell'ESA, che verrà lanciata nel 2024 ed entrerà in orbita attorno al sistema binario nel 2026. Dimorphos sarà l'asteroide più piccolo mai visitato da una sonda, e fornirà importanti informazioni sulla composizione di questi oggetti celesti di cui si conosce molto poco. Inoltre lo studio dettagliato di Dimorphos consentirà di verificare l'effettiva efficacia dell'impatto della sonda DART, per stabilire se questa tecnica potrà essere usata in futuro a scopi di difesa planetaria da asteroidi potenzialmente pericolosi per la Terra.